# Lineáris üzemű tápegység
A lineáris, vagyis szaknyelven: analóg-disszipatív tápegység a hálózati feszültséget közvetlenül (pontosabban: transzformátorral) alakítja át, tehát nem használ  impulzustechnikai áramköröket.

## Működése
A hálózati váltakozó feszültséget egy transzformátor a szükséges értékre alakítja. A kapott értékű váltakozó feszültség egy egyenirányítóra kerül, amely a kívánt kimeneti feszültségnél néhány V-tal nagyobb stabilizálatlan egyenfeszültséget szolgáltat. A többlet feszültség egy szabályozható beavatkozó elemen (soros áteresztő elemen) esik. A soros áteresztő (disszipáló) elem a valóságban egy vagy több teljesítménytranzisztor, amely lineáris üzemmódban dolgozik. A szabályozó áramkör folyamatosan érzékeli a kimeneti feszültséget és negatív visszacsatolással úgy szabályozza az áteresztő tranzisztort (ill. tranzisztorokat), hogy a kimeneti feszültség a kívánt szinten maradjon.

## Jellemzői
Az analóg disszipatív rendszerű tápegység igen jó szabályozási jellemzőkkel rendelkezik (magas stabilizálási tényező, kis kimenő ellenállás és alacsony a kimenő feszültség hullámossága), megbízható és nem kelt nagyfrekvenciás zavarokat. Hátránya, hogy az 50 Hz-es hálózati transzformátor nagy méretűvé és súlyossá teszi az egységet, s az áteresztő tranzisztorok hűtőlapjai pedig még tovább növelik a méreteket. Minthogy a stabilizálás disszipatív üzemmódban megy végbe, a hatásfok kicsi. A kis feszültségű tápegységeknél a bemeneti teljesítménynek mintegy 60%-a veszendőbe megy, ezenkívül a hűtésről is gondoskodni kell. Amennyiben a bemeneti feszültség megnövekszik, a kimeneti feszültség gyakorlatilag változatlan marad, csak a soros áteresztő tranzisztoron disszipált teljesítmény növekszik meg, ami hő formájában jelentkezik.

## Felépítése
- Hálózati transzformátor: A hálózati feszültséget alakítja át a megfelelő feszültségre. A rendeltetésétől függően egy vagy többféle feszültségértéket is előállít, amit a szekunder tekercsek leágazásaival, vagy több szekunder tekerccsel valósíthatnak meg.
- Egyenirányító: A váltófeszültséget alakítja át egyenfeszültséggé.
- Búgófeszültség szűrő: az egyenirányítás után megmaradó búgófeszültséget szűri ki. A búgófeszültség-szűrést rendszerint az egyenirányító fokozatban oldják meg.
- Feszültségstabilizátor: akkor alkalmazzák, amikor stabil egyenfeszültségre van szükség. A stabilizátorban megoldható a kimeneti feszültség külső szabályozása is.

Léteznek több bemenetű tápegységek is, amelyek nemcsak a hálózat irányából vannak megtáplálva, hanem akkumulátorról vagy szárazelemről is megtáplálhatóak. 
Az akkumulátorral is táplálható tápegységek gondoskodnak az akkumulátor töltéséről is, amikor a tápegység a hálózathoz is kapcsolódik.